# 孙云球
孙云球（1628年—1662年），字文玉，号泗滨，江苏吴江人，明末清初时期仪器制造家，于民间活跃，擅长光学仪器制造，生平著有《镜史》一书。

## 生平
孙云球一家世代为官宦之家，但他出生时，家道已衰，以其父开办私塾为生。他年幼时求学中得到其母的教导。十三岁时中秀才，而后两次乡试落榜，不再应试。父亲去世后，家境艰难，母子二人迁居苏州虎丘，孙云球靠卖草药维持生计。此后，他钻研西学，特别是测量、算指、几何等，为他的创造发明奠定基础。

## 发明
他年轻时曾通过自己的想法造出了自然晷钟（一种古老的时钟），定出昼夜，晷上的时刻十分准确。他把磨制成的凸透镜和凹透镜组合成“千里镜”，成为中国最早的望远镜之一。他创制了“存目镜”（放大镜），以及由放大镜和其他镜子组合而成的“察微镜”（显微镜）。不仅如此，他还制出能把一个物体化为许多物体的“万花镜”与类似现在哈哈镜的「幻容镜」。他制造的“放光镜”，与后来黄履庄制造的“瑞光镜”相似，是类似探照灯的装置。还有“半镜”，据推测这是一种半圆盘形的眼镜，仅下半部分有镜片。老花眼者佩戴时眺望远方可以透过上方空隙，不需摘下眼镜。除此之外孙云球还磨制过多面镜、夜明镜、鸳鸯镜、夕阳镜、火镜、端容镜、焚香镜、摄光镜、佐砲镜等70余种镜片。英国剑桥大学教授、科学家李约瑟对孙云球的发明十分好奇，并将孙云球的创造发明及其成就写进了他的专著。

## 成就

### 眼镜的推广改进

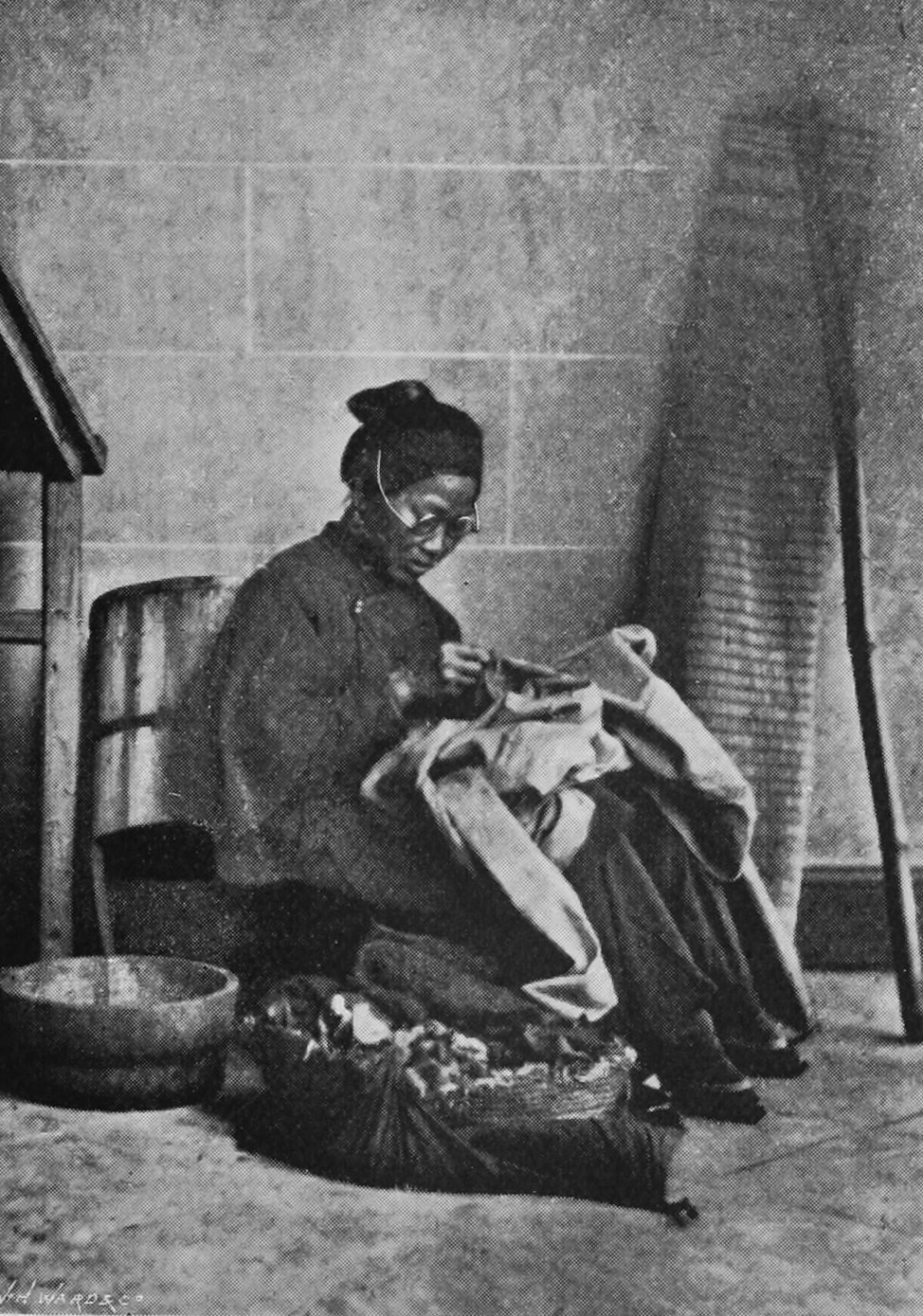
眼镜价格不再昂贵，因此在普通百姓中得以接受并使用，图为19世纪的一位普通裁缝

早期中国的眼镜是依靠进口的，价格昂贵。孙云球见许多人因视力问题生活无比麻烦，便自行成功制出眼镜。为了研制，他赴杭州向陈天衢学习光学， 并请一批杭州学者到苏州一起讨论，结合西学掌握了“磨片对光”技术。在此基础上，他用水晶代替玻璃作为原料，把过去“单照镜”（也就是用手持的单个镜片“一片镜”）改为架在鼻梁上的使用方式，并磨制成24种不同凹凸镜片，让顾客自试，“随目配镜”，这在全国收到很大欢迎。在他对眼镜的制造与改进影响下，苏州眼镜作坊开始兴盛起来。后来孙云球把这些技艺传授给苏州人褚三山，期间眼镜很快在全国流行开来，价格迅速下降，并在日本畅销，成为一种重要的输日商品。后来苏州近郊形成一大批生产眼镜的作坊，历经数次搬迁，最终形成全国眼镜的集散地。
清朝叶梦珠在著作《阅世编》也记载了眼镜价格大幅变廉的现象－
|  | 顺治以后，其价渐贱，每副值银不过五六钱。近来苏、杭人多制造之，遍地贩卖，人人可得，每副值银最贵者不过七八分，甚而四五分，直有二三分一副者，皆堪明目，一般用也。惟西洋有一种质厚于皮，能使近视者秋毫皆晰，每副尚值银价二两，若远视而年高者带之则反不明，市间尚未有贩卖者，恐再更几年，此地巧工亦多能制，价亦日贱耳。 |

### 《镜史》的创作
天主教耶稣会传教士们入华传教时带来许多西方光学知识。其中汤若望的《远镜说》是第一部系统地向中国介绍望远镜制作及相关光学原理的著作，这同样也启发了孙云球。虽说孙云球的《镜史》有些部分也参考了汤若望的这本书，但它在实践方面经验更为丰富。同时，《镜史》在创作中也受到薄珏的影响。孙云球在书中记载了多种不同作用的光学仪器，它是第一部由中国人撰写的光学论著，其光学器具在当时产生了深远影响。
人们为了纪念他，特意在苏州博物馆陈列了有关他创造发明的事迹。

## 亲属
| 父亲 | 孙志儒，字茂叔，号大若，吴江七都双石桥人，崇祯十六年癸未科进士，福建莆田知县。清军入关后弃官归乡教书 |
| 母亲 | 董如兰，字逸隽，号慕园，苏州吴县人，有学识，曾为孙云球的《镜史》作序                                 |

## 评价
- 诸昇：造镜家，余亦阅历数子，得其形似者十有六七，会其神理者十无二三，拈花微笑，惟孙生一人。
- 董德其（其母舅）：文玉有大才而甘于小用，不必有识者，始知之也，是文玉之不可及也。
- 文康裔：是观先生器之奇，而知先生才与识之奇，偶于斯一跃露焉，而正未有涯也。[11]

## 相关轶事
孙云球发明眼镜后，由于效果好，许多人不惜高价购买。浙江天台有个叫文康裔的人，患有近视。孙云球赠给他一副千里镜，于是他拿着它登上虎丘试验，远远地看见城中的楼台、高塔、庭院好像就在眼前，天平、灵岩、穹窿各个山峰棱角分明、苍翠可见，万物都看的清清楚楚，于是惊诧至极。他的舅舅董德其有严重的近视，只能看清数寸以内的事物，在康熙十七年的乡试中，借助孙云球所制眼镜，便可以看清一尺远。